# Ikarus 285
Ikarus 285 — праворульный шарнирно-сочленённый автобус особо большой вместимости, выпущенный в 1993 году в единственном экземпляре. Леворульная версия — Ikarus 283.

## Описание
Ikarus-285 разрабатывался для Малайзии — страны с левосторонним движением, но в итоге за прототипом так и не последовало серийное производство. В конце концов, единственная доработанная версия так и не была выпущена, её переделали в автобус для стран с правосторонним движением.
В 1999 году Ikarus 285 вышел на линию в Секешфехерваре (VT-Transman) с номерным знаком GMY-323. В 2003 году автобус получил номерной знак FIS-943, а в 2008 году автобус был списан. Ikarus 285 имеет две двустворчатые планетарные двери с формулой 2+0+2+0. Обозначение — 285.00 или 285.K1.
В Таиланд было импортировано 40 автобусов Ikarus 285 с двигателями Mercedes-Benz и АКПП Voith. В отличие от оригинала, автобус имеет три двустворчатые планетарные двери с формулой 2+2+2+0.